# Val Rutter
Val Rutter (eigentlich Valerie Joy Rutter, geb. Harrison; * 30. Oktober 1954) ist eine ehemalige britische Hochspringerin.
1974 wurde sie bei den British Commonwealth Games in Christchurch für England startend Fünfte. Bei den Leichtathletik-Europameisterschaften in Rom schied sie in der Qualifikation aus.
Bei den Commonwealth Games 1978 in Edmonton wurde sie Siebte.
1974 wurde sie Englische Meisterin. Ihre persönliche Bestleistung von 1,83 m stellte sie am 19. Juni 1974 in London auf.